# D型インフルエンザウイルス
D型インフルエンザウイルス（ディーがたインフルエンザウイルス、学名：Influenza D virus）は、オルトミクソウイルス科に分類されるインフルエンザウイルスの1種。主にウシやブタなどの家畜動物に感染し、咳や鼻水などの呼吸器症状を示す。
2011年にアメリカ合衆国で感染したブタから本ウイルスが分離され、2013年にC型インフルエンザウイルスの1系統として報告された。2014年にウシをおもな宿主とする新種として提唱され、2016年にICTVの分類体系に追加された。日本では、2016年に初めてウシから検出された。ウシ、ブタ、ヤギ、ラクダなどの偶蹄類が宿主として報告されており、ウシ呼吸器病症候群（bovine respiratory disease complex, BRDC）の原因ウイルスの1つと考えられている。ヒトへの感染力を有することが示唆されているが、病原性については明らかになっていない。